# Gérald Gorgerat
Gérald Gorgerat, né le 2 mai 1927 à Lausanne et mort le 26 novembre 2014, est un compositeur, musicologue et musicien vaudois.

## Biographie
Compositeur et pédagogue originaire de Bussigny, Gérald Gorgerat commence par exercer de petits métiers tout en suivant des leçons privées de piano, de trompette, d'instrumentation et de direction auprès d’Arno Nauber-Gaudin. Il étudie encore la clarinette avec Jean Novi au Conservatoire de Lausanne où il obtient le certificat.
Inspiré par la culture de sa région, Gérald Gorgerat a composé et interprété des pièces pour les plus célèbres auteurs romands, comme par exemple René Morax, Charles Apothéloz ou Franck Jotterand. Il reste de plus connu comme le compositeur de la première Fête du Blé et du Pain à Échallens en 1978. Il a également démontré tout au long de sa carrière un goût certain pour le théâtre. Sa renommée n'est pas uniquement due à ses qualités de musicien, mais aussi à ses activités de pédagogue qui ont notamment abouti à la création d'une école de musique, l'Harmonie des écoles lausannoises, en 1985. En parallèle à cela, Gorgerat est l'auteur de plusieurs ouvrages de pédagogie musicale, parmi lesquels : une nouvelle approche de la musique, Comment apprendre la musique aux enfants ou encore Initiation à la musique par le disque, ainsi que de l'Encyclopédie de la musique pour instruments à vent. Ami de Belles-Lettres novembre 1950, Gérald Gorgerat est connu de toutes les fanfares du pays et de ses innombrables élèves du Conservatoire et de son école de musique de Romanel.

## Sources
- « Gérald Gorgerat », sur la base de données des personnalités vaudoises sur la plateforme « Patrinum » de la Bibliothèque cantonale et universitaire de Lausanne.
- Serge M. Zuber, « Gérald Gorgerat », dans le Dictionnaire du théâtre en Suisse en ligne.